# Tabanus trimaculatus
Tabanus trimaculatus är en tvåvingeart som beskrevs av Palisot debeauvois 1806. Tabanus trimaculatus ingår i släktet Tabanus och familjen bromsar. Inga underarter finns listade i Catalogue of Life.